# Dionisio Mejía
Dionisio Mejía Vieyra (ur. 6 stycznia 1907, zm. 17 lipca 1963) – meksykański piłkarz, reprezentant kraju, grający na pozycji napastnika.

## Kariera klubowa
Mejía karierę klubową rozpoczynał w rodzinnym Meksyku, gdzie od 1927 był w składzie pierwszoligowego klubu Atlante FC. Sezon 1931/32 skończył się dla Atlante mistrzostwem kraju. W finale play-off spotkała się z Club Necaxa, a Mejía zdobył swoje pierwsze i jedyne mistrzostwo kraju w swojej karierze.
Mejía występował w zespole Atlante do 1936. 

## Kariera reprezentacyjna
Uczestnik Igrzysk Olimpijskich 1928, na których pełnił rolę zawodnika rezerwowego. W 1930 został powołany przez trenera Juana Luque de Serrallongę na Mistrzostwa Świata. Zagrał tam w spotkaniu z Francją, przegranym 1:4. Mecz z Trójkolorowymi był jednocześnie jego debiutem w drużynie narodowej. 
Pod okiem trenera Rafaela Garzy Gutiérreza został także powołany do kadry El Tri, aby zakwalifikować się do Mistrzostw Świata w 1930. Zagrał w meczach z Kubą (3:2 i 5:0) oraz w decydującym spotkaniu z USA (2:4), strzelając siedem goli. Jego hat-trick w pierwszym meczu przeciwko Kubie (3:2) 4 marca 1934 był rekordowy, ponieważ strzelił gole i dał gospodarzom prowadzenie 3:0 w ciągu zaledwie 4 minut. Tydzień później strzelił także hat-tricka w rewanżu. 
Mejía ostatni raz wystąpił w koszulce El Tri 24 maja 1934 w ramach kwalifikacji do Mistrzostw Świata 1934 przeciwko drużynie USA, gdzie również strzelił swojego ostatniego gola w międzynarodowym meczu w 75. minucie. 
| Mecze i gole w reprezentacji | Mecze i gole w reprezentacji | Mecze i gole w reprezentacji | Mecze i gole w reprezentacji | Mecze i gole w reprezentacji | Mecze i gole w reprezentacji | Mecze i gole w reprezentacji |
| #                            | Data                         | Miasto                       | Przeciwnik                   | Gol                          | Wynik                        | Rozgrywki                    |
| ---------------------------- | ---------------------------- | ---------------------------- | ---------------------------- | ---------------------------- | ---------------------------- | ---------------------------- |
| 1.                           | 13.07.1930                   | Montevideo                   | Francja                      |                              | 1:4                          | MŚ 1930                      |
| 2.                           | 04.03.1934                   | Meksyk                       | Kuba                         | 3x                           | 3:2                          | El. MŚ 1934                  |
| 3.                           | 11.03.1934                   | Meksyk                       | Kuba                         | 3x                           | 5:0                          | El. MŚ 1934                  |
| 4.                           | 24.05.1934                   | Rzym                         | Stany Zjednoczone            | Gol                          | 2:4                          | El. MŚ 1934                  |

## Sukcesy
Atlante FC
- Mistrzostwo Meksyku (1): 1931/32